# Теиксобактин
Теиксобоктин (англ. Teixobactin) — антибиотик, который активен в отношении патогенных грамположительных бактерий, выработавших резистентность к существующим утверждённым антибиотикам. Об открытии было объявлено в январе 2015 года. Антибиотик был обнаружен при скрининге некультивируемых почвенных бактерий, выращенных in situ в устройстве для культивации бактерий ichip с помощью методов, разработанных учеными Северо-Восточного университета Бостона, штат Массачусетс, США.
Первые клинические исследования на людях начнутся не ранее 2017 года.
По заявлению биоинформатика Павла Певзнера теиксобоктин, скорее всего, является антибиотиком нового класса, который проходит клинические испытания по состоянию на 2019 год. Выход нового антибиотика на рынок занимает порядка 10 лет с момента его открытия

## Биосинтез
Теиксобактин состоит из 11 аминокислотных остатков, представляя собой макроциклический депсипептид, по гипотезе его первооткрывателей синтезируется в грамотрицательной бактерии Eleftheria terrae (англ.) нерибосомными пептидными синтетазами Txo1 и Txo2. Пептид имеет несколько необычных особенностей, в том числе четыре D-аминокислоты, метилированный фенилаланин и не-протеиногенную аминокислоту эндурацидидин. Txo1 и Txo2 вместе состоят из 11 модулей, а каждый модуль, как полагают, последовательно добавляет одну аминокислоту к растущей пептидной цепи. Первый модуль имеет домен метилтрансферазы, который метилирует N-концевой фенилаланин. Замыкание кольца между треонином и последним изолейцином катализируется двумя С-концевыми тиоэстеразными доменами Txo2, образуя лактон.

## Механизм действия
Теиксобактин является ингибитором синтеза клеточной стенки, действуя прежде всего за счет связывания с Lipid II (англ.), липидной молекулой, которая является предшественником пептидогликана. Это аналогично действию антибиотика ванкомицина. Связывание теиксобактина с предшественниками липидов ингибирует продукцию слоя пептидогликанов, что приводит к лизису уязвимых бактерий.